# Carl Dolezalek (Eisenbahningenieur)

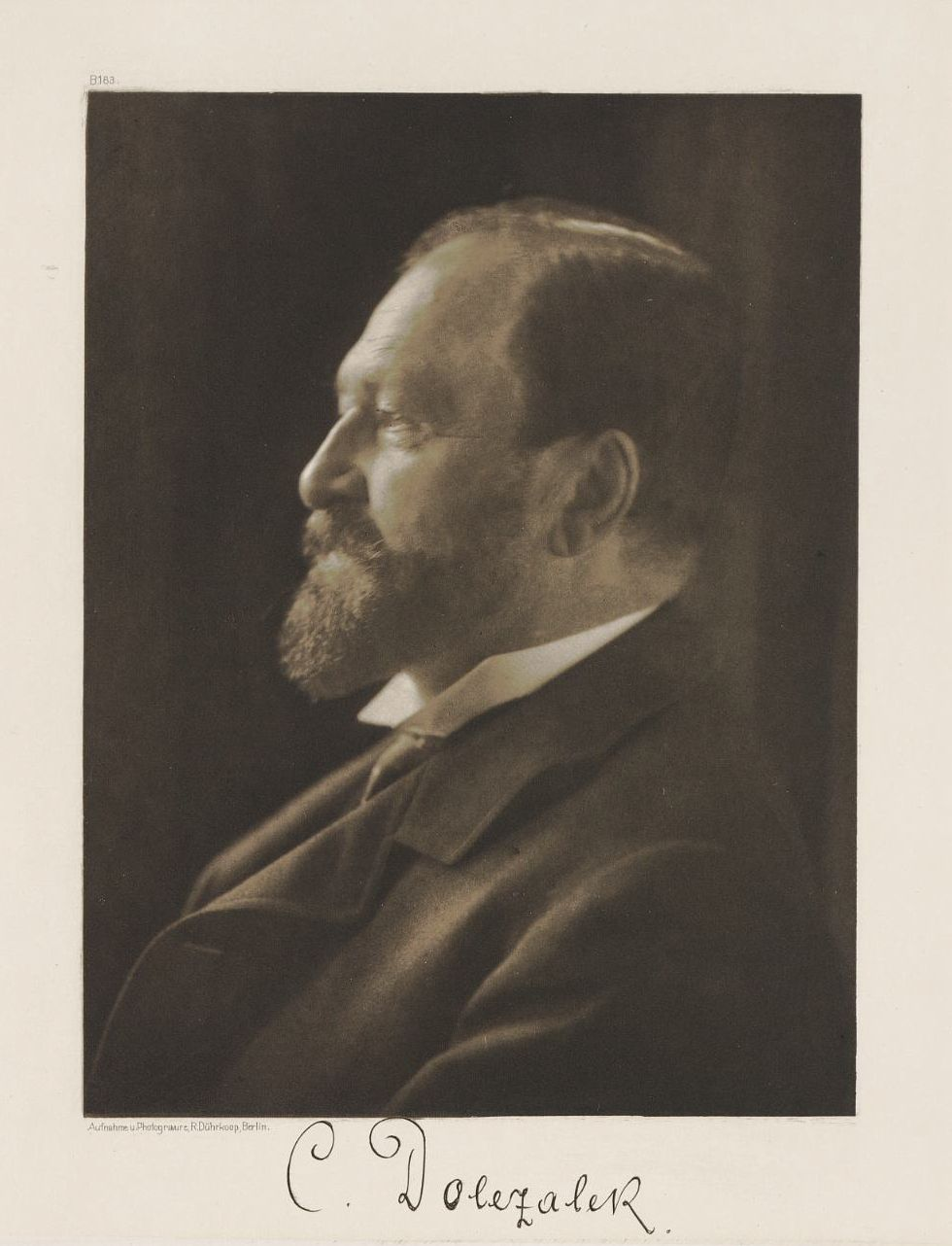
Karl Dolezalek, 1907, Foto von Rudolf Dührkoop

Karl Dolezalek, eigentlich Carl Anton, auch Carl Borromäus, (* 1. September 1843 in Marburg an der Drau; † 24. Januar 1930 in Blankenburg) war ein deutscher Eisenbahn-Bauingenieur und Hochschullehrer. Er lehrte ab 1877 als Professor für Eisenbahn- und Tunnelbau an der Technischen Hochschule Hannover und war von 1886 bis 1892 Rektor dieser Hochschule.

## Leben

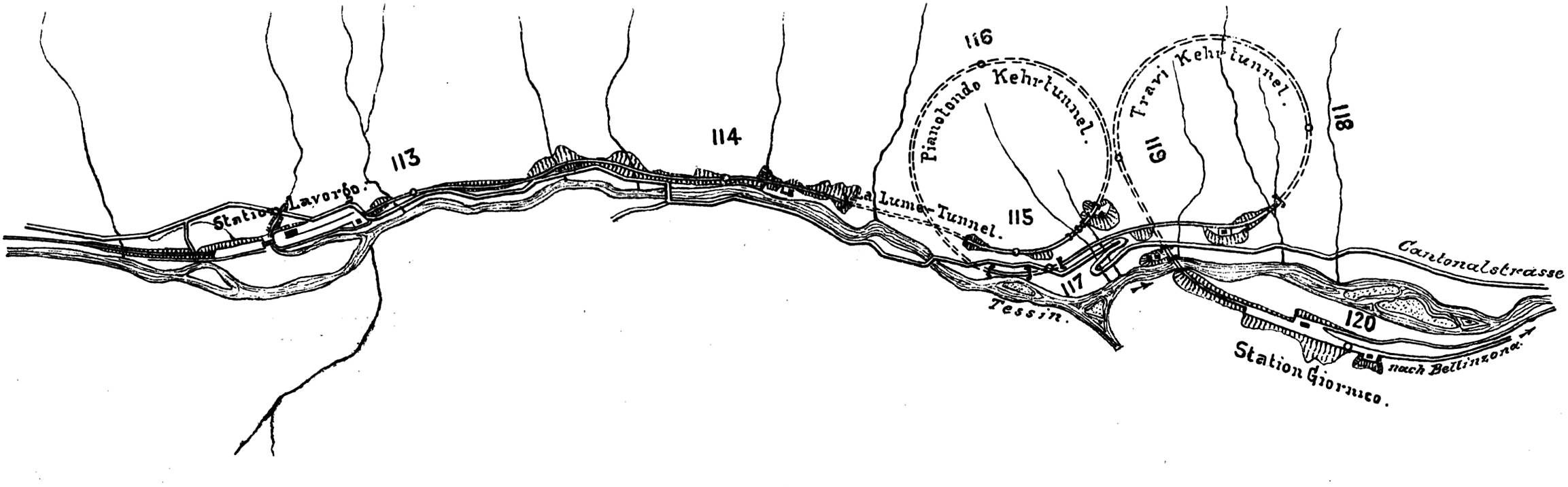
Dolezaleks Vorschlag: Führung der Südarme mit den Spiraltunneln bei Giornico

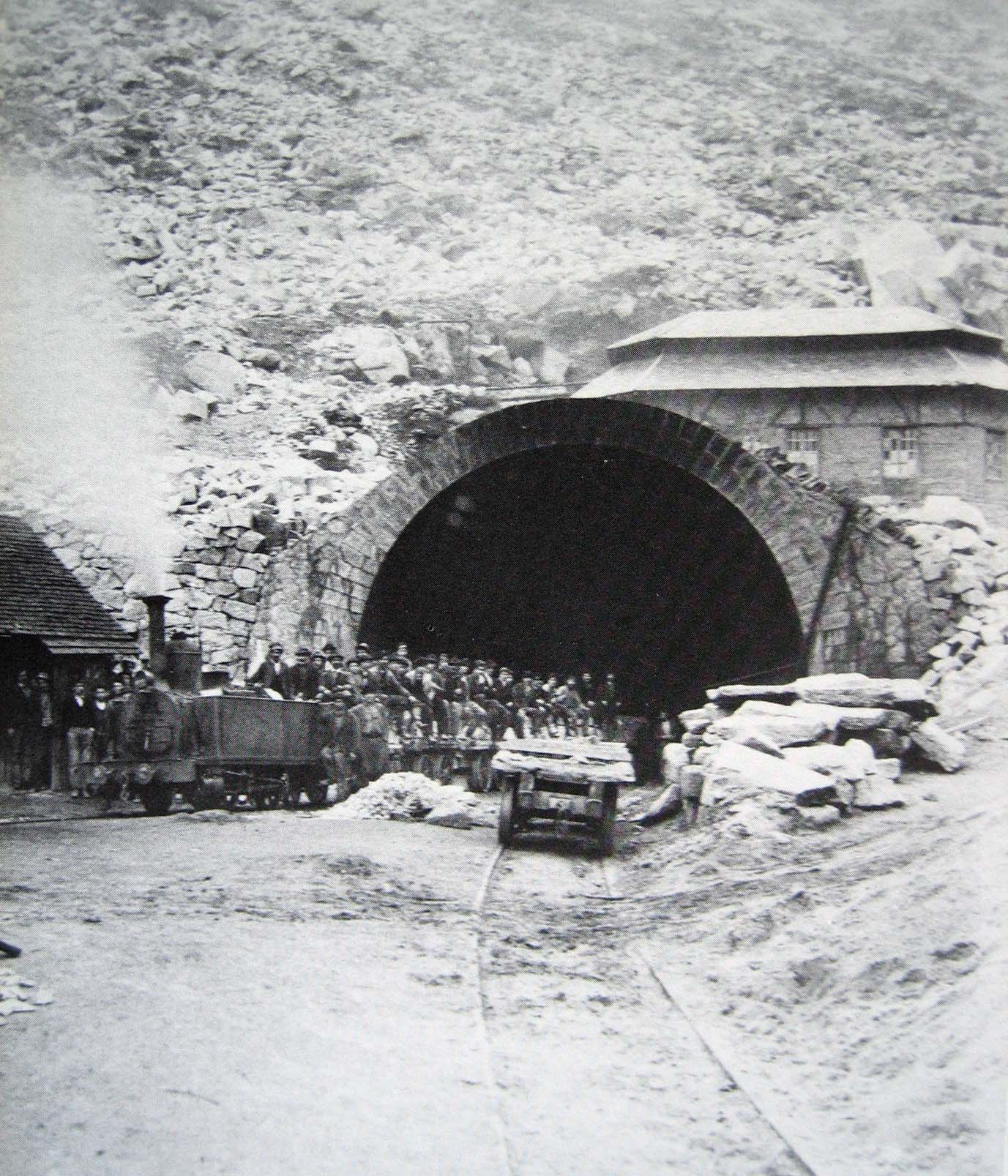
Bauzug am Gotthardtunnel (um 1880)

Dolezalek war Sohn des kaiserlich und königlichen Finanzwache-Oberkommissars Vinzenz Dolezalek und der Amalie Pringer. Er besuchte das Gymnasium in Graz und begann anschließend eine technisch-wissenschaftliche Ausbildung an der Technischen Hochschule Wien. In den zehn folgenden Jahren war er in Österreich-Ungarn bei Eisenbahnbauten und -entwurfsarbeiten beschäftigt.
1868 heiratete er in Wien Adelheid Anna Frankenberger, Tochter des Porträtmalers Johann Frankenberger.
1871 wurde er Oberingenieur bei der ungarischen Nord-Ost-Bahn. 1875 (andere Quellen: 1873) wurde er bis Herbst 1877 Sektionsingenieur in Göschenen beim Bau des Gotthardtunnels. Auf seinen Vorschlag ist die auffällige Führung der Südarme mit den beiden Spiraltunneln bei Giornico zurückzuführen.
Zum Oktober 1877 erhielt er einen Ruf an die Technische Hochschule Hannover als Professor für Eisenbahn- und Tunnelbau. Von 1886 bis 1892 stand er der Hochschule als Rektor vor. 1907 folgte er einem Ruf an die Technische Hochschule Berlin. Sein Nachfolger in Hannover wurde Otto Blum.
In Berlin wurde Dolezalek Nachfolger Adolf Goerings auf dem Lehrstuhl für Eisenbahn- und Tunnelbau. Bis in sein 85. Lebensjahr war er als Hochschullehrer aktiv. Dolezalek war neben seinem Lehrstuhl bis zu seinem Tod als Berater, Gutachter und Vermittler in eisenbahntechnischen Fragen tätig, sein Schwerpunkt lag dabei im Bereich des Tunnelbaus. Dolezalek verfasste zahlreiche Artikel für die Enzyklopädie des Eisenbahnwesens und war auch in deren Redaktionsausschuss. Er gehörte dem Verein Deutscher Ingenieure (VDI) und dem Berliner Bezirksverein des VDI an.

## Familie
Mit seiner Ehefrau Adelheid Anna Frankenberger hatte er den Sohn Carl Anton Vincens Dolezalek (1870–1952), Bauingenieur und Professor für Stahl- u. Eisenbau an der Technischen Hochschule Hannover. Sein Sohn Friedrich Dolezalek (1873–1920) war als physikalischer Chemiker Hochschullehrer unter anderem in Berlin.

## Auszeichnungen
- 1889: Ernennung zum Geheimen Regierungsrat.
- 1907: Ehrendoktorwürde der Ingenieurwissenschaften der Technischen Hochschule Hannover
- 1921: Ehrenbürger der Technischen Hochschule Berlin
- 1923: Ehrendoktorwürde der Ingenieurwissenschaften der Technischen Hochschule Berlin

## Schriften
- Skizzen von steinernen Brücken, Stütz- und Futtermauern zu den Vorträgen des Herrn Professor Dolezalek : gehalten an der königl. techn. Hochschule zu Hannover im Studienjahre 1878/79. Oldemeyer, Hannover 1879.
- Die Gotthardbahn. In: Hannoversche Zeitschrift, 1882.
- Zahnbahnen, Stadtbahnen, Lokomotiven und Triebwagen für Schmalspur-, Förder-, Strassen- und Zahn-Bahnen, Betriebsmittel der Kleinbahnen und elektrischen Bahnen, Seilbahnen. Kreidel, Wiesbaden 1905. Nachdruck: Archiv-Verlag, Braunschweig 2003.
- Der Eisenbahntunnel. Ein Leitfaden des Tunnelbaues. (Band) I. [alles Erschienene]. Mit 422 Abb. im Text u. auf 1 gefalt. Tafel (nach S. 96). Urban & Schwarzenberg, Berlin / Wien, 1919. Behandelt die „bergmännisch betriebenen, nicht aber die im offenen Betrieb, von der Oberfläche auszuführenden Tunnelbauten“ (Vorwort). Teil 2 sollte u. a. Förderung, Lüftung, Vermessungs- u. Erhaltungsarbeiten umfassen.
- Zahlreiche Artikel in Victor von Röll (Hrsg.): Enzyklopädie des Eisenbahnwesens. 2. Auflage in 10 Bänden. Urban & Schwarzenberg, Berlin / Wien 1912–1923, DNB 560453477.
  - Tunnelbau der Eisenbahnen. In:  Band 9. 1921, S. 381–432.
  - Gotthardtunnel. In:  Band 5. 1914, S. 361–364.